# Trupanea keralaensis
Trupanea keralaensis
 es una especie de insecto díptero que Agarwal, Grewaly otros describieron científicamente por primera vez en el año 1989.
Esta especie pertenece al género Trupanea de la familia Tephritidae.